# Inghilfredi
Inghilfredi (Lucca, ... – XIII secolo) è stato un poeta italiano.

## Opere
Si conservano delle canzoni di quest'autore:
- Audite forte cosa che m'avene
- Caunoscenza penosa e angosciosa
- Del meo voler dir l'ombra
- Dogliosamente e con gran malenanza
- Greve puot'om piacere a tutta gente
- Poi la noiosa erranza m'à sorpriso
- Sì alto intendimento